# Roy Hudd
Roy Hudd, OBE (London, 1936. május 16. – London, 2020. március 15.) angol színész.

## Filmjei
- The Blood Beast Terror (1968)
- Up Pompeii (1971)
- The Magnificent Seven Deadly Sins (1971)
- Up the Chastity Belt (1972)
- The Alf Garnett Saga (1972)
- An Acre of Seats in a Garden of Dreams (1973, narrátor)
- A Kind of Hush (1999)
- Szezonbérlet (Purely Belter) (2000)
- Coronation Street (2002–2010, tv-sorozat, 100 epizódban)
- Jack, the Last Victim (2005)
- Robot Overlords (2014)
- Patrick – Ebbel szebb az élet (Patrick) (2018)